# Super Bowl XXIX
O Super Bowl XXIX foi a partida decisiva da temporada de 1994 da NFL, em que confrontaram-se San Diego Chargers (AFC) e San Francisco 49ers (NFC). O jogo foi vencido pelo San Francisco, por 49 a 26, e teve como MVP Steve Young, quarterback da equipe vencedora. A decisão aconteceu no Joe Robbie Stadium, Miami, Flórida, Estados Unidos, em 29 de janeiro de 1995.
Este jogo foi considerado o momento em que o quarterback dos 49ers Steve Young unanimamente saiu das sombras do seu lendário predecessor, Joe Montana, que tinha ganhado quatro títulos de Super Bowl para San Francisco (em 1981, 1984, 1988 e 1989), sendo que dois deles foram com Young como seu reserva. Com Young na liderança, e uma defesa formada por vários veteranos que haviam se juntado ao time na intertemporada, os 49ers terminaram a temporada com treze vitórias e três derrotas (a melhor marca da liga), liderando NFL também em pontos marcados (505). Os Chargers, por outro lado, foi considerado como o time azarão e avançaram para o seu primeiro Super Bowl na sua história após encerrar o ano com onze vitórias em dezesseis jogos, tendo vencido duas partidas na pós-temporada após iniciar o segundo tempo atrás no placar.
Este foi o primeiro Super Bowl em que ambas as equipes marcaram em todos os quatro quartos. A quantidade de pontos marcados por ambos os times (75) e a quantidade de touchdown marcados no geral (10) foram recordes no Super Bowl na época. Ainda assim, os 49ers controlaram boa parte da partida, com Steve Young lançando passes para touchdown nos dois primeiros drives dos 49ers no jogo. Os Chargers conseguiram reduzir a desvantagem no final do primeiro quarto para 14 a 7, após uma campanha de 78 jardas, mas eles não conseguiram frear o ataque de San Francisco. Young foi nomeado o MVP do Super Bowl, lançando seis passes para touchdown (um recorde do Super Bowl) e completou cerca de 24 de 36 passes para 325 jardas.
Apesar do favoritismo por parte de San Francisco (18 1⁄2 pontos é a segunda maior margem pela qual um time foi favorecido em um Super Bowl), o fato de San Diego não ter tanto apelo nacional nem uma base de fãs relativamente grande, e com dois times da Califórnia jogando, o que poderia ter diminuído significativamente o interesse ao longo da Costa Leste, a audiência registrada pela ABC foi de 41,3 pontos (ou cerca de 83,4 milhões de pessoas nos Estados Unidos).

## Pontuações
- SF - TD: Jerry Rice, passe de 44 jardas de Steve Young (ponto extra: chute de Doug Brien) SF 7-0
- SF - TD: Ricky Watters, passe de 51 jardas de Steve Young (ponto extra: chute de Doug Brien) SF 14-0
- SD - TD: Natrone Means, corrida de 1 jarda (ponto extra: chute de John Carney) SF 14-7
- SF - TD: William Floyd, passe de 5 jardas de Steve Young (ponto extra: chute de Doug Brien) SF 21-7
- SF - TD: Ricky Watters, passe de  8 jardas de Steve Young (ponto extra: chute de Doug Brien) SF 28-7
- SD - FG: John Carney, 31 jardas SF 28-10
- SF - TD: Ricky Watters, corrida de 9 jardas (ponto extra: chute de Doug Brien) SF 35-10
- SF - TD: Jerry Rice, passe de 15 jardas de Steve Young (ponto extra: chute de Doug Brien) SF 42-10
- SD - TD: Andre Coleman, retorno de kickoff de 98 jardas (ponto extra: conversão de 2 pontos, Mark Seay passe de Stan Humphries) SF 42-18
- SF - TD: Jerry Rice, passe de  7 jardas de Steve Young (ponto extra: chute de Doug Brien) SF 49-18
- SD - TD: Tony Martin, passe de 30 jardas de Stan Humphries (ponto extra: conversão de 2 pontos, Alfred Pupunu passe de Stan Humphries) SF 49-26